# Sjarhej Schylowitsch
Sjarhej Uladsimirawitsch Schylowitsch (belarussisch Сяргей Уладзіміравіч Шыловіч, * 16. Mai 1986 in Babrujsk) ist ein ehemaliger belarussischer Handballspieler.

## Karriere

### Verein
Sjarhej Schylowitsch spielte ab 2003 in der Männer-Mannschaft von SKA Minsk. 2005 wechselte der rechte Rückraumspieler zum Stadtrivalen Arkatron Minsk. Ab 2008 lief er für HC Dinamo Minsk auf, mit dem er 2009, 2010, 2011 und 2012 belarussischer Meister sowie 2010 Pokalsieger wurde. Für die Saison 2012/13 kehrte er zu SKA zurück und gewann den EHF Challenge Cup und die Baltic Handball League. In der Saison 2013/14 stand er beim polnischen Erstligisten Pogoń Stettin unter Vertrag. Anschließend verpflichtete ihn der Brest GK Meschkow, mit dem er 2015, 2016, 2017, 2018 und 2019 Meister sowie 2015, 2016, 2017 und 2018 Pokalsieger wurde. In der Saison 2019/20 lief er erneut für SKA auf.

### Nationalmannschaft
Für die belarussische A-Nationalmannschaft  bestritt Schylowitsch zwischen 2007 und 2020 insgesamt 157 Länderspiele, in denen er 495 Tore erzielte. Er stand im Aufgebot für die Europameisterschaften 2014, 2016, 2018 und 2020 sowie für die Weltmeisterschaften 2013, 2015 und 2017.